# Adenophyllum
Adenophyllum je biljni rod iz porodice glavočika smješten u tribus Tageteae. Postoji desetak vrsta koje rastu ods zapadnih predjela Sjeverne Amerike na jug do Kolumbije.

## Vrste
1. Adenophyllum anomalum (M.L.Canby & Rose) Strother
2. Adenophyllum appendiculatum (Lag.) Strother
3. Adenophyllum aurantium (L.) Strother
4. Adenophyllum cooperi (A.Gray) Strother
5. Adenophyllum glandulosum (Cav.) Strother
6. Adenophyllum porophylloides (A.Gray) Strother
7. Adenophyllum porophyllum (Cav.) Hemsl.
8. Adenophyllum pulcherrimum (Strother) Villarreal
9. Adenophyllum speciosum (A.Gray) Strother
10. Adenophyllum squamosum (A.Gray) Strother
11. Adenophyllum wrightii A.Gray
12. Adenophyllum yecoranum B.L.Turner